# 26277 Янреєс
26277 Янреєс (26277 Ianrees) — астероїд головного поясу, відкритий 20 вересня 1998 року.
Тіссеранів параметр щодо Юпітера — 3,480.